# Anemia emolitica
L'anemia emolitica è una malattia dovuta ad una elevata e precoce distruzione degli eritrociti (emolisi) che non viene compensata dal midollo osseo. In base al grado di compensazione da parte del midollo si hanno anemie emolitiche non compensate e anemie emolitiche compensate.

## Epidemiologia
La sferocitosi ereditaria è la causa più comune di emolisi cronica ereditaria nel Nord America, con una prevalenza di 1/5 000, tuttavia alcuni studi indicano l'esistenza di forme molto lievi o subcliniche, che suggeriscono una prevalenza a 1/2 000 nell'Europa settentrionale.
L'ellissocitosi ereditaria è distribuita ubiquitariamente, con una prevalenza di 1/1 000-1/4 000, sebbene possa essere sottostimata in quanto alcuni pazienti sono asintomatici. La prevalenza può essere addirittura di 1/50 nella aree in cui è endemica la malaria, come l'Africa occidentale e centrale.
Si calcola che circa 100 milioni di persone nel mondo siano portatori di almeno un gene per la carenza di G6PD. Vi sono delle aree geografiche che presentano un’incidenza particolarmente elevata: Africa centro-settentrionale, bacino del Mediterraneo, Cina e India. Nell’Italia continentale l’incidenza media è dello 0,4%, in Sicilia è dell’l% mentre in Sardegna raggiunge il valore medio di 14,3%.
L'anemia emolitica da deficit di piruvato chinasi negli eritrociti ha una prevalenza nella popolazione generale di razza caucasica stimata in 1/20 000
L'alfa talassemia è altamente prevalente in tutte le regioni tropicali e subtropicali (circa 1/10 000), in particolare nella cintura equatoriale dell'Africa. Le forme intermedie e gravi sono molto rare nel Nord dell'America e dell'Europa (circa 1/1 000.000) e si osservano per lo più nelle popolazioni che migrano dal Sud-est asiatico o dai paesi mediterranei.
L'incidenza alla nascita della forma grave di beta talassemia è stimata in 100 000/anno. La malattia è stata inizialmente descritta nel bacino mediterraneo, ma le forme gravi sono presenti nell'Asia centrale e Sud-orientale, in India e in Cina.
Si stima che le anemie emolitiche autoimmuni abbiano un'incidenza annuale di 1/35 000-1 780 000 nel Nord America e nell'Europa occidentale.

## Eziologia
Le cause della malattia si distinguono in due gruppi principali:
- difetti intraglobulari
- cause extraglobulari

Un caso particolare di anemia emolitica è l'emoglobinuria parossistica notturna (EPN) legata alla sensibilità dei globuli rossi al sistema del complemento.

### Difetti intraglobulari
Sono legati alla struttura del globulo rosso dovute a malattie ereditarie. Rientrano in questa categoria:
- i difetti delle proteine di membrana del globulo rosso: sferocitosi, ellissocitosi
- i difetti degli enzimi necessari alla sopravvivenza del globulo rosso (carenza di glucosio-6- fosfato deidrogenasi e anemia emolitica da deficit di piruvato chinasi negli eritrociti)
- alterazioni dell’emoglobina: talassemia (anemia mediterranea)

### Cause extraglobulari
Sono di tipo acquisito e legate a cause:
- immunologiche: anemie emolitiche autoimmuni
- traumi
- iperattività del sistema reticoloendoteliale: ipersplenismo
- intossicazioni da sostanze chimiche
- agenti infettivi (es. malaria)

## Patogenesi

### Complicanze
L'anemia emolitica può influenzare diversi sistemi poiché i prodotti derivanti dalla distruzione dei globuli rossi causano reazioni a catena con effetti multiorgano.
L'anemia falciforme diminuisce la quantità di ossigeno trasportata dal sangue con conseguente ipossia tissutale. Esiste inoltre il rischio di ischemie e trombosi legate alla circolazione di emoglobina libera e ferro. La tromboembolia è la causa principale di morte in pazienti affetti da EPN. La talassemia e l'anemia falciforme sono collegate a casi di trombosi.
L'eccesso di emoglobina libera e ferro nel sangue sono anche alla base di problemi renali, epatici e neurologici. I pazienti affetti da sferocitosi possono sviluppare la colelitiasi.

## Anatomia patologica
La forma dei globuli rossi è cruciale nella diagnosi delle anemia emolitiche intraglobulari. Danni ossidativi possono inoltre dare origine a tipi specifici di globuli rossi andando così a supportare la diagnosi attraverso lo studio del striscio.

## Clinica

### Segni e sintomi
Uno dei segni caratteristici è l'aumento dei valori della bilirubina, specialmente indiretta, con conseguente colorazione subitterica o itterica della sclera e della cute e del colorito scuro delle urine. I sintomi dipendono dalla capacità del midollo di compensare l'emolisi. I più comuni sono:
- tachicardia
- dispnea
- vertigini
- fatica
- mancanza di respiro
- aritmia
- debolezza muscolare
- movimenti instabili
- confusione

### Esami di laboratorio e strumentali
Il paziente viene sottoposto a diversi esami del sangue, tra cui:
- dosaggio della bilirubina
- dosaggio della LDH
- dosaggio dell’aptoglobina
- dosaggio delle transaminasi
- esame chimico-fisico delle urine
- reticolociti
- test di Coombs diretto e indiretto

Ovvero si esegue uno studio dello striscio di sangue venoso periferico e un esame dello striscio di sangue ottenuto per mezzo dell’aspirato midollare.

## Trattamento
In base alla severità della malattia, potranno essere necessari interventi immediati a seconda del tipo di anemia (es. trasfusione, plasmaferesi, diuresi).
Nei pazienti affetti da anemia falciforme il trattamento include trasfusioni, N-idrossiurea, stimolanti dell'eritropoiesi e trapianto di midollo.
I pazienti con carenza si G6DP devono evitare l'assunzione di farmaci e alimenti che peggiorano il processo ossidativo.
Splenectomia, steroidi, anticorpi monoclonali o immunosoppressori sono stati usati nel trattamento tardivo di alcune forme di anemie emolitiche autoimmuni, sferocitosi e anemia falciforme.

### Prognosi
La prognosi viaria in base alla causa della malattia, quanto rapidamente questa sia diagnosticate e il tipo di trattamento.

## Prevenzione
Non esistono azioni preventive per questa malattia.